# Ахтубінський ВТТ
Ахтубінський ВТТ (рос. АХТУБИНСКИЙ ИТЛ, ИТЛ Сталинградгидростроя, Ахтублаг, ИТЛ и Строительство Сталинградской ГЭС) — підрозділ системи виправно-трудових установ СРСР, що діяв в Сталінграді (нині Волгоград) з 17.08.50.

В оперативному командуванні підкорявся спочатку Сталінградгідробуду, потім ГУЛАГ МЮ.

## Історія
Для реалізації запланованих робіт по Сталінградській ГЕС в 1950 р. разом зі створенням «Сталінградгідробуду» був організований Ахтубінський виправно-трудовий табір (закритий у травні 1953).
В 1953 р. управління будівництва гідроелектростанцій (Куйбишевгідробуд, Сталінградгідробуд) були передані в міністерство електростанцій і електропромисловості СРСР, а ГУЛАГ перейшов з підпорядкування МВС в
МЮ СРСР, тоді ж відбулося розділення керівництва будівництв (КГС і СГС) і ВТТ. Після повернення в 1954 р. ВТТ в підпорядкування МВС ситуація на будівництві покращалась, з'єднання виробничих і пенітенціарних складових у підпорядкування одному відомству забезпечувало більшу ефективність функціонування системи в цілому, і табірної економіки зокрема.

## Виконувані роботи
- будівництво Сталінградської ГЕС,
- розробка кам'яних кар'єрів, перевезення вантажів по Волзі,
- будівництво з'єднувального каналу між Волгою і Ахтубою,
- будівництво автобаз, складів, ремонтно-механічних майстерень, авторемонтних і деревообробного з-дів, тимчасових автодоріг, житлових будинків, об'єктів соцкультпобуту, водопроводу і каналізації на лівому березі Волги, будинків відпочинку та піонерського табору,
- риболовецьке господарство,
- будівництво житлових будинків в Сталінграді, робота на заводі 264 МРФ, в СМУ Мінпромбудматеріалів в сел. Разгуляєвка Сталінградської обл., на лісозаводі ім. Куйбишева в р-ні ст. Єльшанка Сталінградської залізниці, вантажно-розвантажувальні та столярні роботи.